# Carlos Prono
Carlos Enrique Prono (n. Buenos Aires, Argentina; 5 de octubre de 1963) es un exfutbolista argentino que jugó como portero.

## Carrera
Militó en diversos clubes de Argentina, Colombia, Chile y Honduras. En estos 2 últimos países mencionados, tuvo excelentes pasos y ha ganado importantes títulos, ya que con la Unión Española de Chile, ha sido 2 veces campeón de la Copa Chile en la década de los 90' y con el Olimpia de Honduras, ha sido campeón de la liga de ese país.

## Clubes
| Club                | País      | Año       |
| ------------------- | --------- | --------- |
| Chacarita Juniors   | Argentina | 1985-1986 |
| Talleres de Córdoba | Argentina | 1986      |
| Once Caldas         | Colombia  | 1986      |
| Talleres de Córdoba | Argentina | 1987-1990 |
| Unión Española      | Chile     | 1991-1992 |
| Talleres de Córdoba | Argentina | 1993      |
| Deportes Quindío    | Colombia  | 1994      |
| Olimpia             | Honduras  | 1995-1997 |
| Victoria            | Honduras  | 1997-1998 |
| Olimpia             | Honduras  | 1998-2001 |